# Saison 2016-2017 du Soyaux Angoulême XV Charente
Cette page présente la saison 2016-2017 du Soyaux Angoulême XV Charente en Pro D2.

## Entraîneurs
- Julien Laïrle
- Rémy Ladauge

## La saison
Budget
Récit
En mars 2017, l'équipe est renforcée par la venue de Louis Acosta du CA Brive, en tant que joker médical de Kevin Le Guen blessé, qui sera lui-même blessé le mois suivant, victime d'une rupture des ligaments croisés.
Ainsi le SA XV terminant la saison avec un grand nombre de blessés, tels que Guillaume Laforgue Kevin Le Guen, Richard Aho, Aldric Lescure, Louis Acosta, Pavel Statsny, Younes El Jai, Ikapoté Fono, Guillaume Christophe et Romain Chabat, les entraîneurs n'ont guère le choix. Vainqueur du Stade montois (30 à 20) en mars, le SA XV perd contre le RC Vannes (3-26), le SU Agen (19-22), l'USA Perpignan (7-36) avant de se reprendre à domicile contre l'US Carcassonne (31-14) mais de terminer la saison sur une lourde défaite contre le RC Narbonne (14-43).

## Effectif 2016-2017
| Nom                     | Poste           | Naissance         | Nationalité sportive | International | Dernier club          | Arrivée au club (année) |
| ----------------------- | --------------- | ----------------- | -------------------- | ------------- | --------------------- | ----------------------- |
| Pavel Stastny           | Pilier          | 6 février 1980    | République tchèque   |               | Avenir valencien      | 2013                    |
| Maxime Coquard          | Pilier          | 16 février 1995   | France               |               | Formé au club         | 2015                    |
| Yassin Boutemane        | Pilier          | 12 juillet 1990   | France               |               | US Dax                | 2014                    |
| Anthony Bousquet        | Pilier          | 25 juin 1989      | France               |               | Avenir valencien      | 2014                    |
| Victor Paquet           | Pilier          | 6 octobre 1990    | France               |               | Stade montois         | 2014                    |
| Younes El Jai           | Pilier          | 20 novembre 1990  | France               | -             | SC Albi               | 2015                    |
| Leo Halavatau           | Pilier          | 21 novembre 1983  | Tonga                |               | London Irish          | 2016                    |
| Richard Aho             | Pilier          | 24 janvier 1987   | Australie            |               | Lille MR              | 2016                    |
| Romain Mareuil          | Talonneur       | 22 mai 1989       | France               | -             | Stade montois         | 2014                    |
| Kevin Le Guen           | Talonneur       | 17 novembre 1990  | France               | -             | CA Périgueux          | 2015                    |
| Baptiste Gay            | Deuxième ligne  | 21 mars 1990      | France               | -             | FC Auch               | 2013                    |
| Martin Wognitsch        | Deuxième ligne  | 22 novembre 1988  | République tchèque   | -             | AC Bobigny            | 2014                    |
| Ikapoté Fono            | Deuxième ligne  | 9 novembre 1985   | Tonga                | -             | Biarritz olympique    | 2016                    |
| Andries Kruger          | Deuxième ligne  | 19 juin 1984      | Afrique du Sud       | -             | US Carcassonne        | 2015                    |
| Rome Nifo Taelega       | Deuxième ligne  | 25 mars 1984      | Samoa                |               | Stade montois         | 2016                    |
| Victor Lebas            | Deuxième ligne  | 9 juin 1993       | France               |               | CA Brive              | 2017                    |
| Ciaran O'Flynn          | Deuxième ligne  | 1996              | France               |               | Union Bordeaux Bègles | 2016                    |
| Damien Larrieu          | Troisième ligne | 8 avril 1988      | France               |               | FC Auch               | 2014                    |
| Aldric Lescure          | Troisième ligne | 10 juillet 1990   | France               |               | Stade montois         | 2014                    |
| Marlon Solofuti         | Troisième ligne | 25 juillet 1981   | Samoa                | -             | Section paloise       | 2015                    |
| Lasha Tavberidze        | Troisième ligne | 19 février 1991   | Géorgie              | -             | Formé au club         | 2015                    |
| Shalva Sutiashvili      | Troisième ligne | 24 janvier 1984   | Géorgie              | -             | RC Massy              | 2015                    |
| Sébastien Laulhé        | Troisième ligne | 11 février 1989   | France               |               | CA Périgueux          | 2014                    |
| Rome Nifo Taelega       | Troisième ligne | 25 mars 1984      | Samoa                |               | Stade montois         | 2016                    |
| Amin Hamzaoui           | Troisième ligne | 7 mai 1996        | Belgique             |               | Racing 92             | 2016                    |
| Roméo Ponge Prince      | Troisième ligne | 1996              | France               |               | CA Brive              | 2016                    |
| Julien Larroque         | Mêlée           | 28 avril 1990     | France               |               | Montluçon rugby       | 2015                    |
| Adrien Ayestaran        | Mêlée           | 18 juin 1988      | Espagne              |               | CA Périgueux          | 2013                    |
| Clément Briscadieu      | Mêlée           | 10 novembre 1989  | France               |               | Stade montois         | 2016                    |
| Davide Duca             | Ouverture       | 30 mars 1987      | Italie               |               | Rugby Rovigo          | 2013                    |
| Baptiste Cariat         | Ouverture       | 11 avril 1989     | France               |               | FC Auch               | 2013                    |
| Sebastián Poet          | Ouverture       | 20 octobre 1992   | Argentine            |               | Tarbes PR             | 2016                    |
| Antoine Roger           | Centre          | 15 avril 1986     | France               | -             | Stade phocéen         | 2014                    |
| Guillaume Christophe    | Centre          | 19 avril 1994     | France               | -             | Formé au club         | 2014                    |
| Romain Chabat           | Centre          | 10 janvier 1989   | France               | -             | US Morlaàs            | 2013                    |
| Louis Rousset           | Centre          | 15 novembre 1995  | France               |               | RC Toulon             | 2016                    |
| Paulin Riva             | Centre          | 20 avril 1994     | France               |               | Union Bordeaux Bègles | 2016                    |
| Ledua Mau               | Centre          | 16 février 1993   | France               | -             | SC Albi               | 2016                    |
| Raphaël Gillot-Jouannet | Centre          | 7 février 1989    | France               | -             | US Montauban          | 2015                    |
| Cyril Billard           | Ailier          | 2 février 1994    | France               | -             | Stade toulousain      | 2016                    |
| Brice Labadie           | Ailier          | 18 décembre 1989  | Espagne              | -             | CA Périgueux          | 2013                    |
| Maxime Wieprecht        | Ailier          | 15 février 1993   | France               | -             | ASM Clermont          | 2014                    |
| Ilikena Bolakoro        | Ailier          | 28 octobre 1987   | Fidji                | -             | Colomiers rugby       | 2016                    |
| Oliver Burgess          | Arrière         | 20 décembre 1997  | Pays de Galles       |               | Northampton Saints    | 2016                    |
| Guillaume Laforgue      | Arrière         | 24 août 1990      | France               |               | Union Bordeaux Bègles | 2013                    |
| Jean Ric-Lombard        | Arrière         | 12 février 1992   | France               |               | ASM Clermont          | 2014                    |
| Quentin Pilet           | Arrière         | 13 septembre 1993 | France               |               | USA Perpignan         | 2014                    |

## Calendrier et résultats

### Matchs amicaux[4]
- SA Charente - Section paloise :  12-41
- SA Charente - CS Bourgoin-Jallieu :  19-29

### Pro D2
| - US Oyonnax - SA Charente : 36-10 - SA Charente - RC Vannes : 23-22 - Biarritz olympique - SA Charente : 20-21 - SA Charente - AS Béziers : 21-6 - SA Charente - US Montauban : 25-15 - US Carcassonne - SA Charente : 10-6 - SA Charente - US Dax : 29-14 - SU Agen - SA Charente : 40-23 - SA Charente - USA Perpignan : 20-20 - SC Albi - SA Charente : 23-16 - Stade montois - SA Charente : 16-10 - SA Charente - Stade aurillacois : 35-6 - CS Bourgoin-Jallieu - SA Charente : 15-20 - SA Charente - RC Narbonne : 23-10 - SA Charente - Colomiers rugby : 26-25 | - SA Charente - US Oyonnax : 9-13 - RC Vannes - SA Charente : 26-3 - SA Charente - Biarritz olympique : 12-19 - AS Béziers - SA Charente : 41-9 - US Montauban - SA Charente : 27-3 - SA Charente - US Carcassonne : 31-14 - US Dax - SA Charente : 27-22 - SA Charente - SU Agen : 19-22 - USA Perpignan - SA Charente : 36-7 - SA Charente - SC Albi : 26-17 - SA Charente - Stade montois : 30-20 - Stade aurillacois - SA Charente : 30-26 - SA Charente - CS Bourgoin-Jallieu : 37-22 - RC Narbonne - SA Charente : 43-14 - Colomiers rugby - SA Charente : 51-9 |

| Rang | Club                    | J  | V  | N | D  | Bo | Bd | Pm  | Pe  | Diff | Pts |
| ---- | ----------------------- | -- | -- | - | -- | -- | -- | --- | --- | ---- | --- |
| 1    | Oyonnax Rugby (R)       | 30 | 19 | 0 | 11 | 7  | 7  | 790 | 637 | +153 | 90  |
| 2    | SU Agen (R)             | 30 | 18 | 2 | 10 | 5  | 6  | 780 | 624 | +156 | 87  |
| 3    | US Montauban            | 30 | 19 | 0 | 11 | 6  | 4  | 726 | 533 | +193 | 86  |
| 4    | Stade montois           | 30 | 17 | 0 | 13 | 6  | 9  | 738 | 588 | +150 | 83  |
| 5    | Biarritz olympique      | 30 | 18 | 0 | 12 | 5  | 4  | 730 | 637 | +93  | 81  |
| 6    | USA Perpignan           | 30 | 16 | 1 | 13 | 9  | 4  | 744 | 589 | +155 | 79  |
| 7    | Colomiers Rugby         | 30 | 17 | 1 | 12 | 5  | 3  | 760 | 593 | +167 | 78  |
| 8    | Stade aurillacois       | 30 | 15 | 0 | 15 | 5  | 5  | 689 | 712 | -23  | 70  |
| 9    | US Carcassonne          | 30 | 14 | 1 | 15 | 3  | 3  | 648 | 642 | +6   | 64  |
| 10   | AS Béziers              | 30 | 13 | 0 | 17 | 7  | 4  | 694 | 667 | +27  | 63  |
| 11   | RC Vannes (P)           | 30 | 12 | 2 | 16 | 2  | 7  | 659 | 735 | -76  | 61  |
| 12   | RC Narbonne             | 30 | 14 | 1 | 15 | 3  | 0  | 616 | 746 | -130 | 61  |
| 13   | Soyaux Angoulême XV (P) | 30 | 13 | 1 | 16 | 2  | 5  | 565 | 686 | -121 | 61  |
| 14   | US Dax                  | 30 | 13 | 0 | 17 | 1  | 6  | 647 | 845 | -198 | 59  |
| 15   | SC Albi                 | 30 | 12 | 2 | 16 | 1  | 4  | 641 | 781 | -140 | 57  |
| 16   | CS Bourgoin-Jallieu     | 30 | 4  | 1 | 25 | 1  | 6  | 452 | 864 | -412 | 17¹ |

## Statistiques

### Statistiques collectives
Attaque
Défense

### Statistiques individuelles
Meilleurs réalisateurs
1. Sebastián Poet : 158 points (38 pénalités, 0 drop, 17 transformations, 2 essais)
2. Jean Ric : 128 points (34 pénalités, 0 drop, 13 transformations, 0 essai)

Meilleurs buteurs
1. Sebastián Poet : 148 points (38 pénalités, 0 drop, 17 transformations)
2. Jean Ric : 128 points (34 pénalités, 0 drop, 13 transformations)

Meilleur marqueur
Joueurs les plus sanctionnés
- Nomani Tonga :  4 (3 cartons jaunes, 1 carton rouge)